# Neil McCann
Pour les articles homonymes, voir McCann.
Neil McCann est un footballeur international écossais, né le 11 août 1974, à Greenock (Inverclyde) en Écosse. Il jouait au poste d'ailier. Depuis la fin de sa carrière, il est consultant à la télévision sur Sky Sports puis entraineur.

## Biographie

### Carrière internationale
Neil McCann reçoit 25 sélections pour l'Écosse, la première le 5 septembre 1998 contre la Lituanie où il remplace Ally McCoist à la 85e minute (score final 0-0). Il inscrit 3 buts en sélection.

### Buts internationaux
| no | Date              | Lieu                                   | Adversaire | Évolution | Score final | Compétition                                              |
| -- | ----------------- | -------------------------------------- | ---------- | --------- | ----------- | -------------------------------------------------------- |
| 1  | 5 septembre 2000  | Skonto stadions, Riga (Lettonie)       | Lettonie   | 1-0       | 1-0         | Tours préliminaires à la Coupe du monde de football 2002 |
| 2  | 6 septembre 2003  | Hampden Park, Glasgow (Écosse)         | Féroé      | 1-0       | 3-1         | Éliminatoires du championnat d'Europe de football 2004   |
| 3  | 10 septembre 2003 | Westfalenstadion, Dortmund (Allemagne) | Allemagne  | 1-2       | 1-2         | Éliminatoires du championnat d'Europe de football 2004   |

## Palmarès
- Heart of Midlothian FC :
  - Vainqueur de la Coupe d'Écosse en 1998

- Rangers FC :
  - Champion d'Écosse en 1999, 2000, 2003
  - Vainqueur de la Coupe d'Écosse en 1999, 2000, 2002 et 2003
  - Vainqueur de la Coupe de la Ligue écossaise en 2002 et 2003

- Falkirk FC :
  - Finaliste de la Coupe d'Écosse en 2009

## Parcours d'entraineur
- depuis avr. 2017 :  Dundee FC